# Никитино (Николаевский район)
Никитино — село в Николаевском районе Ульяновской области России. Входит в состав Дубровского сельского поселения.

## География
Село находится в юго-западной части Ульяновской области, в лесостепной зоне, в пределах Приволжской возвышенности, к югу от автотрассы М5, на расстоянии примерно 7 километров (по прямой) к юго-западу от Николаевки, административного центра района. Абсолютная высота — 196 метров над уровнем моря.
Климат
Климат характеризуется как умеренно континентальный, с тёплым летом и умеренно холодной зимой. Среднегодовая температура воздуха — 10 °С. Средняя температура воздуха самого тёплого месяца (июля) — 19,2 °C (абсолютный максимум — 41 °C); самого холодного (января) — −13,3 °C (абсолютный минимум — −48 °C). Продолжительность безморозного периода составляет в среднем 202 дня. Среднегодовое количество атмосферных осадков составляет 455—530 мм, из которых большая часть выпадает в период с апреля по сентябрь. Снежный покров образуется в конце ноября и держится в течение 128 дней.
Часовой пояс
Село Никитино, как и вся Ульяновская область, находится в часовой зоне МСК+1. Смещение применяемого времени относительно UTC составляет +4:00.

## История
В 1709 году, на момент подворной переписи, в деревне Пестровке на речке Арзалейке/ Ерзелейке, Узинского стана, Пензенского уезда жило 209 человек ясачной мордвы в 48 дворах.
В 1717 году, на момент ландратской переписи, в деревне Пестровке на речке Азарлейке жило 286 человек ясачной мордвы в 61 дворе.
Между 1 и 2 подушными переписями из Пестровки выделилась еще одна деревня с тем же именем и расположенная на той же реке, но в районе ее истока. Впоследствии, чтобы избежать путаницы, в документах их стали называть, соответственно, Никитино-Пестровка и Кочетовка-Пестровка.
В 1745 году, на момент 2-й подушной переписи, в деревне Никитиной, Пестровке тож, жило 158 мужчин ясачной мордвы.
В 1762 году, на момент 3-й подушной переписи, в деревне Никитиной, Пестровке тож, жило 307 человек новокрещенов из мордвы: 181 мужчина и 126 женщин.
В 1782 году, на момент 4-й подушной переписи, в деревне Никитиной жил 301 человек новокрещенов из мордвы: 166 мужчин и 135 женщин.
В 1795 году, на момент 5-й подушной переписи, в деревне Никитиной жило 246 человек ясачных крестьян: 115 мужчин и 131 женщина.
Деревянная церковь в Никитино построена прихожанами в 1859 году и освящена во имя Архангела Михаила. В 1912 году к ней была приписана церковь Михаила Архангела с. Губашево. В 1960-е годы была приспособлена под склад. Сейчас церковь заброшена и стремительно разрушается. Храм стоит в центре села на возвышенном холме в окружении старых деревьев.
В 1862 году в сельце Никитине был православный молитвенный дом и жило 586 человек: 276 мужчин и 310 женщин.

## Население
| 2010 |
| ---- |
| 45   |

Национальный состав
Согласно результатам переписи 2002 года, в национальной структуре населения мордва составляла 90 % из 60 чел.

## Известные уроженцы
- Иоанн Кузнецкий (в миру Иван Павлович Афанасьев) — особо почитаемый в Пензенской области молитвенник и чудотворец[18][19][20][21][22].